# Donca Steriade
Donca Steriade (n. 1951) este actualmente profesor de lingvistică la Massachussetts Institute of Technology (MIT). Înainte de aceasta, ea a fost profesor de lingvistică la University of California, Los Angeles (UCLA). A obținut doctoratul în cadrul Departamentului de Lingvistică și Filosofie al MIT în 1982, masteratul la Universitatea Laval, în 1976, și licența în Filologie la Universitatea București în 1974. Ea a fost cooptată în Linguistic Society of America în 2015.

## Activitatea de cercetare
Cercetarea Doncăi Steriade  se concentrează pe fonologie și morfofonologie, ea fiind acum unul dintre cei mai importanți fonologiști, mai ales în domeniile subspecificării (underspecification) și neutralizării. Ea și-a început cariera academică cu studii clasice în București, dar a emigrat împreună cu tatăl ei în Canada. Mai târziu, ea a fost admisă în MIT pentru a studia sub conducerea lui Morris Halle pentru a investiga universal elementele universale ale limbajului. Teza sa de doctorat a fost intitulată "Prozodia greacă și natura silabificării". Ea a studiat o serie de limbi indoeuropene și a publicat lucrările de referință: Phonetically Based Phonology și Linguistics: An Introduction to Linguistic Theory.

## Lucrări publicate
- Steriade, Donca (2001) Directional asymmetries in place assimilation: A perceptual account. In The Role of Speech Perception in Phonology, eds. E. Hume and K. Johnson, 219-250. New York: Academic Press.
- Steriade, Donca (2000) Paradigm uniformity and the phonetics-phonology boundary. In Papers in Laboratory Phonology V: Acquisition and the Lexicon, eds. M. B. Broe and J. B. Pierrehumbert, 313-334. Cambridge: Cambridge University Press.
- Steriade, Donca (1995) Markedness and underspecification. In J. Goldsmith (ed.) The Handbook of Phonological Theory. Oxford: Blackwell. 114-174.
- Steriade, Donca (1988) Reduplication and syllable transfer in Sanskrit and elsewhere. Phonology 5.73-155.
- Steriade, Donca (1987) Locality conditions and feature geometry. Proceedings of NELS 17. 595-618.